# 黑帶九棘日鱸
黑帶九棘日鱸為輻鰭魚綱鱸形目鱸亞目太陽魚科的其中一種，分布於北美洲美國新澤西州至佛羅里達州中部的淡水流域，體長可達29.2公分，棲息在有植被生長、沙泥底質的湖泊、沼澤、池塘等，屬肉食性。

## 擴展閱讀
維基物種上的相關：黑帶九棘日鱸